# Il re del jazz (film 1930)
Il re del jazz (King of Jazz) è un film del 1930, diretto da John Murray Anderson e, non accreditato, Pál Fejös.
Nel 2013 è stato scelto per essere conservato nel National Film Registry della Biblioteca del Congresso degli Stati Uniti d'America.

## Produzione
Il film fu prodotto dall'Universal Pictures con un budget stimato di due milioni di dollari. Le riprese durarono dal novembre 1929 al 20 marzo 1930. Venne girato allo Stage 12, Universal Studios (100 Universal City Plaza, Universal City).

## Distribuzione
Distribuito dall'Universal Pictures, uscì nelle sale cinematografiche USA il 20 aprile 1930 con il titolo originale King of Jazz. Il film ebbe una distribuzione internazionale: uscì in Argentina il 20 settembre dello stesso anno come El rey del Jazz; in Francia, a Parigi, il 20 dicembre 1930; in Portogallo, come O Rei do Jazz, il 19 maggio 1931.